# East Coast Main Line
| British Rail Class 91 und 66 beim Bahnhof Doncaster |                      |                                                             |                                                             |
| |                      |                                                             |                                                             |
| Streckenlänge: | 632 km               |                                                             |                                                             |
| Spurweite: | 1435 mm (Normalspur) |                                                             |                                                             |
| Stromsystem: | 25 kV 50 Hz ~        |                                                             |                                                             |
| Streckengeschwindigkeit: | 200 km/h             |                                                             |                                                             |
| |                      |                                                             |                                                             |
| \| \| 0m 00ch \| Edinburgh Waverley \| Edinburgh Waverley \| \| \| \| Calton Tunnel \| \| \| \| \| von Powderhall \| \| \| \| \| von Leith Docks \| \| \| \| \| zum Millerhill Yard sowie Edinburgh Crossrail/Waverley Line \| \| \| \| 5m 13ch \| Musselburgh \| Musselburgh \| \| \| 6m 11ch \| von Millerhill Yard \| von Millerhill Yard \| \| \| 7m 54ch \| Wallyford \| Wallyford \| \| \| 9m 40ch \| Prestonpans \| Prestonpans \| \| \| \| Blindwells \| \| \| \| 13m 18ch \| Longniddry \| Longniddry \| \| \| 17m 60ch \| Drem \| Drem \| \| \| \| \| \| \| \| 22m 22ch \| North Berwick \| North Berwick \| \| \| 29m 05ch \| Dunbar \| Dunbar \| \| \| 31m 20ch \| Oxwellmains \| Oxwellmains \| \| \| \| Torness \| \| \| \| 54m 50ch 69m 67ch \| Schottland / England \| Schottland / England \| \| \| 67m 00ch \| Berwick-upon-Tweed \| Berwick-upon-Tweed \| \| \| 51m 45ch \| Belford \| Belford \| \| \| 46m 01ch \| Chathill \| Chathill \| \| \| 34m 69ch \| Alnmouth \| Alnmouth \| \| \| 28m 43ch \| Acklington \| Acklington \| \| \| 23m 20ch \| Widdrington Station and Stobswood \| Widdrington Station and Stobswood \| \| \| 20m 63ch \| von Butterwell \| von Butterwell \| \| \| 18m 44ch \| Pegswood \| Pegswood \| \| \| 16m 56ch \| von Newsham \| von Newsham \| \| \| 16m 50ch \| Morpeth \| Morpeth \| \| \| \| Tyne and Wear Metro \| \| \| \| 9m 74ch \| Cramlington \| Cramlington \| \| \| \| Heaton \| \| \| \| 0m 46ch \| Manors \| Manors \| \| \| 0m 14ch \| zur High Level Bridge[Anm. 1] \| zur High Level Bridge[Anm. 1] \| \| \| 0m 00ch 80m 16ch \| Newcastle Central \| Newcastle Central \| \| \| \| nach Elswick \| \| \| \| \| Tyne \| \| \| \| 79m 57ch \| Südumfahrung Newcastle \| Südumfahrung Newcastle \| \| \| \| \| \| \| \| \| \| \| \| \| \| \| \| \| \| \| \| \| \| \| \| Tyne Valley Line \| \| \| \| \| Tyne Valley Line \| \| \| \| 71m 72ch \| Chester-le-Street \| Chester-le-Street \| \| \| 66m 13ch \| Durham \| Durham \| \| \| 58m 71ch \| zum Ferryhill Yard \| zum Ferryhill Yard \| \| \| 56m 17ch \| vom Ferryhill Yard \| vom Ferryhill Yard \| \| \| 44m 36ch \| von Eastgate \| von Eastgate \| \| \| 44m 10ch \| Darlington \| Darlington \| \| \| 43m 50ch \| nach Eaglescliffe \| nach Eaglescliffe \| \| \| 30m 63ch \| nach Redmire \| nach Redmire \| \| \| \| Bahnstrecke Northallerton–Redmire \| \| \| \| 29m 76ch \| Northallerton \| Northallerton \| \| \| 22m 16ch \| Thirsk \| Thirsk \| \| \| 1m 50ch \| von Leeds \| von Leeds \| \| \| \| \| \| \| \| \| Güterbahnhof York \| \| \| \| \| Bahnstrecke York–Scarborough \| \| \| \| \| Eisenbahnmuseum York \| \| \| \| 0m00ch 188m 40ch \| York \| York \| \| \| \| \| \| \| \| \| nach Church Fenton \| \| \| \| \| nach Saltend \| \| \| \| \| Bahnstrecke Leeds–Saltend \| \| \| \| \| von Leeds \| \| \| \| \| von Selby \| \| \| \| \| Bahnstrecke Knottingley–Gilberdyke \| \| \| \| \| \| \| \| \| \| von Knottingley \| \| \| \| \| Bahnstrecke Adwick–Stainforth & Hatfield \| \| \| \| \| Westumfahrung Doncaster \| \| \| \| \| von Stainforth & Hatfield \| \| \| \| 155m 77ch \| Doncaster \| Doncaster \| \| \| \| Hexthorpe Yard \| \| \| \| \| Balby Bridge Tunnel \| \| \| \| \| \| \| \| \| \| Belmont Yard \| \| \| \| \| Decoy Yard \| \| \| \| \| \| \| \| \| \| \| \| \| \| \| Bahnstrecke Shiredaks–Kirk Sandall \| \| \| \| \| Bahnstrecke Doncaster–Gainsborough \| \| \| \| 143m 79ch \| Ranskill \| Ranskill \| \| \| 138m 49ch \| Retford \| Retford \| \| \| \| Bahnstrecke Sheffield–Gainsborough \| \| \| \| \| Bahnstrecke Shirebrook–High Marnham \| \| \| \| 126m 27ch \| Carlton \| Carlton \| \| \| 120m 51ch \| Newark Crossing (niveaugleich) mit \| Newark Crossing (niveaugleich) mit \| \| \| \| Bahnstrecke Nottingham–Lincoln \| \| \| \| \| \| \| \| \| 120m 08ch \| Newark North Gate \| Newark North Gate \| \| \| 115m 27ch \| Claypole \| Claypole \| \| \| \| Bahnstrecke Nottingham–Sleaford \| \| \| \| \| \| \| \| \| \| Peascliffe Tunnel \| \| \| \| \| von Nottingham \| \| \| \| 105m 38ch \| Grantham \| Grantham \| \| \| \| Stoke Tunnel \| \| \| \| \| Stoke Summit \| \| \| \| 84m 64ch \| Tallington \| Tallington \| \| \| 76m 29ch \| Peterborough \| Peterborough \| \| \| \| \| \| \| \| \| Bahnstrecke Ely–Peterborough \| \| \| \| \| Conington South \| \| \| \| 58m 70ch \| Huntingdon \| Huntingdon \| \| \| 55m 76ch \| Offord \| Offord \| \| \| 51m 58ch \| St Neots \| St Neots \| \| \| \| Little Barford \| \| \| \| 44m 10ch \| Sandy \| Sandy \| \| \| 41m 13ch \| Biggleswade \| Biggleswade \| \| \| 37m 03ch \| Arlesey \| Arlesey \| \| \| \| Bahnstrecke Hitchin–Cambridge \| \| \| \| 31m 74ch \| Hitchin \| Hitchin \| \| \| 27m 45ch \| Stevenage \| Stevenage \| \| \| \| nach Hertford \| \| \| \| 25m 03ch \| Knebworth \| Knebworth \| \| \| \| Welwyn North Tunnel \| \| \| \| \| Welwyn South Tunnel \| \| \| \| 22m 00ch \| Welwyn North \| Welwyn North \| \| \| 20m 25ch \| Welwyn Garden City \| Welwyn Garden City \| \| \| 17m 54ch \| Hatfield \| Hatfield \| \| \| 15m 50ch \| Welham Green \| Welham Green \| \| \| 14m 37ch \| Brookmans Park \| Brookmans Park \| \| \| 12m 57ch \| Potters Bar \| Potters Bar \| \| \| \| Potters Bar Tunnel \| \| \| \| \| Hadley Wood North Tunnel \| \| \| \| 10m 46ch \| Hadley Wood \| Hadley Wood \| \| \| \| Hadley Wood South Tunnel \| \| \| \| 9m 12ch \| New Barnet \| New Barnet \| \| \| 8m 30ch \| Oakleigh Park \| Oakleigh Park \| \| \| \| Barnet Tunnel \| \| \| \| 6m 35ch \| New Southgate \| New Southgate \| \| \| \| Wood Green Tunnel \| \| \| \| \| Bahnstrecke Alexandra Palce–Stevenage \| \| \| \| 4m 78ch \| Alexandra Palace \| Alexandra Palace \| \| \| 4m 04ch \| Hornsey \| Hornsey \| \| \| 3m 32ch \| Harringay \| Harringay \| \| \| \| \| \| \| \| \| Londoner Außenring \| \| \| \| 2m 41ch \| Finsbury Park \| Finsbury Park \| \| \| \| Northern City Line \| \| \| \| \| Copenhagen Tunnel \| \| \| \| \| North London Line \| \| \| \| \| High Speed 1 \| \| \| \| \| Canal Tunnels zu den Widened Lines \| \| \| \| \| Gasworks Tunnel \| \| \| \| 0m 00ch \| London King’s Cross \| London King’s Cross \| |                      |                                                             |                                                             |
| Bahnhof | 0m 00ch              | Edinburgh Waverley                                          | Edinburgh Waverley                                          |
| Tunnel |                      | Calton Tunnel                                               | Calton Tunnel                                               |
| Abzweig geradeaus und von links |                      | von Powderhall                                              | von Powderhall                                              |
| Abzweig geradeaus und von links |                      | von Leith Docks                                             | von Leith Docks                                             |
| Abzweig geradeaus und nach rechts |                      | zum Millerhill Yard sowie Edinburgh Crossrail/Waverley Line | zum Millerhill Yard sowie Edinburgh Crossrail/Waverley Line |
| Bahnhof | 5m 13ch              | Musselburgh                                                 | Musselburgh                                                 |
| Abzweig geradeaus und von rechts | 6m 11ch              | von Millerhill Yard                                         | von Millerhill Yard                                         |
| Bahnhof | 7m 54ch              | Wallyford                                                   | Wallyford                                                   |
| Bahnhof | 9m 40ch              | Prestonpans                                                 | Prestonpans                                                 |
| Dienststation / Betriebs- oder Güterbahnhof |                      | Blindwells                                                  | Blindwells                                                  |
| Bahnhof | 13m 18ch             | Longniddry                                                  | Longniddry                                                  |
| Bahnhof | 17m 60ch             | Drem                                                        | Drem                                                        |
| Abzweig geradeaus und nach links · Strecke von rechts |                      |                                                             |                                                             |
| Strecke · Kopfbahnhof Streckenende | 22m 22ch             | North Berwick                                               | North Berwick                                               |
| Bahnhof | 29m 05ch             | Dunbar                                                      | Dunbar                                                      |
| Dienststation / Betriebs- oder Güterbahnhof | 31m 20ch             | Oxwellmains                                                 | Oxwellmains                                                 |
| Dienststation / Betriebs- oder Güterbahnhof |                      | Torness                                                     | Torness                                                     |
| ehemalige Grenze | 54m 50ch 69m 67ch    | Schottland / England                                        | Schottland / England                                        |
| Bahnhof | 67m 00ch             | Berwick-upon-Tweed                                          | Berwick-upon-Tweed                                          |
| Dienststation / Betriebs- oder Güterbahnhof | 51m 45ch             | Belford                                                     | Belford                                                     |
| Bahnhof | 46m 01ch             | Chathill                                                    | Chathill                                                    |
| Bahnhof | 34m 69ch             | Alnmouth                                                    | Alnmouth                                                    |
| Bahnhof | 28m 43ch             | Acklington                                                  | Acklington                                                  |
| Bahnhof | 23m 20ch             | Widdrington Station and Stobswood                           | Widdrington Station and Stobswood                           |
| Abzweig geradeaus und von links | 20m 63ch             | von Butterwell                                              | von Butterwell                                              |
| Bahnhof | 18m 44ch             | Pegswood                                                    | Pegswood                                                    |
| Abzweig geradeaus, nach links und von links | 16m 56ch             | von Newsham                                                 | von Newsham                                                 |
| Bahnhof | 16m 50ch             | Morpeth                                                     | Morpeth                                                     |
| Kreuzung mit U-Bahn geradeaus unten |                      | Tyne and Wear Metro                                         | Tyne and Wear Metro                                         |
| Bahnhof | 9m 74ch              | Cramlington                                                 | Cramlington                                                 |
| Dienststation / Betriebs- oder Güterbahnhof |                      | Heaton                                                      | Heaton                                                      |
| Bahnhof | 0m 46ch              | Manors                                                      | Manors                                                      |
| Abzweig geradeaus und von links | 0m 14ch              | zur High Level Bridge                                       | zur High Level Bridge                                       |
| Bahnhof | 0m 00ch 80m 16ch     | Newcastle Central                                           | Newcastle Central                                           |
| Abzweig geradeaus und ehemals nach rechts |                      | nach Elswick                                                | nach Elswick                                                |
| Brücke über Wasserlauf |                      | Tyne                                                        | Tyne                                                        |
| Abzweig geradeaus, nach links und von links | 79m 57ch             | Südumfahrung Newcastle                                      | Südumfahrung Newcastle                                      |
| Abzweig geradeaus und nach links · Strecke von rechts |                      |                                                             |                                                             |
| Strecke · Tunnelanfang |                      |                                                             |                                                             |
| Strecke von links (im Tunnel) · Kreuzung mit Tunnelstrecke · Strecke nach rechts (im Tunnel) |                      |                                                             |                                                             |
| Tunnelende · Strecke |                      |                                                             |                                                             |
| Strecke nach rechts · Strecke |                      | Tyne Valley Line                                            | Tyne Valley Line                                            |
| Abzweig geradeaus und von rechts |                      | Tyne Valley Line                                            | Tyne Valley Line                                            |
| Bahnhof | 71m 72ch             | Chester-le-Street                                           | Chester-le-Street                                           |
| Bahnhof | 66m 13ch             | Durham                                                      | Durham                                                      |
| Abzweig geradeaus und nach links | 58m 71ch             | zum Ferryhill Yard                                          | zum Ferryhill Yard                                          |
| Abzweig geradeaus und von links | 56m 17ch             | vom Ferryhill Yard                                          | vom Ferryhill Yard                                          |
| Abzweig geradeaus und von rechts | 44m 36ch             | von Eastgate                                                | von Eastgate                                                |
| Bahnhof | 44m 10ch             | Darlington                                                  | Darlington                                                  |
| Abzweig geradeaus und nach links | 43m 50ch             | nach Eaglescliffe                                           | nach Eaglescliffe                                           |
| Abzweig geradeaus und nach rechts | 30m 63ch             | nach Redmire                                                | nach Redmire                                                |
| Abzweig geradeaus und von links |                      | Bahnstrecke Northallerton–Redmire                           | Bahnstrecke Northallerton–Redmire                           |
| Bahnhof | 29m 76ch             | Northallerton                                               | Northallerton                                               |
| Bahnhof | 22m 16ch             | Thirsk                                                      | Thirsk                                                      |
| Abzweig geradeaus und von rechts | 1m 50ch              | von Leeds                                                   | von Leeds                                                   |
| Strecke von links · Abzweig nach links und nach rechts · Strecke von rechts |                      |                                                             |                                                             |
| Dienststation / Betriebs- oder Güterbahnhof · Strecke |                      | Güterbahnhof York                                           | Güterbahnhof York                                           |
| Strecke · Abzweig geradeaus und von links |                      | Bahnstrecke York–Scarborough                                | Bahnstrecke York–Scarborough                                |
| Strecke · Strecke |                      | Eisenbahnmuseum York                                        | Eisenbahnmuseum York                                        |
| Strecke · Bahnhof | 0m00ch 188m 40ch     | York                                                        | York                                                        |
| Strecke nach links · Abzweig von links und von rechts · Strecke nach rechts |                      |                                                             |                                                             |
| Abzweig geradeaus und nach rechts |                      | nach Church Fenton                                          | nach Church Fenton                                          |
| Abzweig geradeaus und nach links |                      | nach Saltend                                                | nach Saltend                                                |
| Kreuzung geradeaus unten |                      | Bahnstrecke Leeds–Saltend                                   | Bahnstrecke Leeds–Saltend                                   |
| Abzweig geradeaus und von rechts |                      | von Leeds                                                   | von Leeds                                                   |
| Abzweig geradeaus und von links |                      | von Selby                                                   | von Selby                                                   |
| Kreuzung geradeaus oben |                      | Bahnstrecke Knottingley–Gilberdyke                          | Bahnstrecke Knottingley–Gilberdyke                          |
| Abzweig geradeaus und nach links · Strecke von rechts |                      |                                                             |                                                             |
| Abzweig geradeaus und von rechts · Strecke |                      | von Knottingley                                             | von Knottingley                                             |
| Kreuzung geradeaus unten · Abzweig quer und nach links |                      | Bahnstrecke Adwick–Stainforth & Hatfield                    | Bahnstrecke Adwick–Stainforth & Hatfield                    |
| Kreuzung geradeaus unten |                      | Westumfahrung Doncaster                                     | Westumfahrung Doncaster                                     |
| Abzweig geradeaus und von links |                      | von Stainforth & Hatfield                                   | von Stainforth & Hatfield                                   |
| Bahnhof | 155m 77ch            | Doncaster                                                   | Doncaster                                                   |
| Abzweig geradeaus, nach rechts und von rechts |                      | Hexthorpe Yard                                              | Hexthorpe Yard                                              |
| Tunnel |                      | Balby Bridge Tunnel                                         | Balby Bridge Tunnel                                         |
| Strecke von links · Abzweig geradeaus, nach links und nach rechts · Strecke von rechts |                      |                                                             |                                                             |
| Dienststation / Betriebs- oder Güterbahnhof · Strecke · Strecke |                      | Belmont Yard                                                | Belmont Yard                                                |
| Strecke · Strecke · Dienststation / Betriebs- oder Güterbahnhof |                      | Decoy Yard                                                  | Decoy Yard                                                  |
| Strecke nach links · Abzweig geradeaus, von links und von rechts · Strecke nach rechts |                      |                                                             |                                                             |
| Strecke von links · Abzweig geradeaus und nach rechts |                      |                                                             |                                                             |
| Abzweig quer und nach rechts · Kreuzung geradeaus unten |                      | Bahnstrecke Shiredaks–Kirk Sandall                          | Bahnstrecke Shiredaks–Kirk Sandall                          |
| Kreuzung geradeaus unten |                      | Bahnstrecke Doncaster–Gainsborough                          | Bahnstrecke Doncaster–Gainsborough                          |
| Dienststation / Betriebs- oder Güterbahnhof | 143m 79ch            | Ranskill                                                    | Ranskill                                                    |
| Strecke quer · Turmbahnhof geradeaus oben · Strecke von rechts | 138m 49ch            | Retford                                                     | Retford                                                     |
| Strecke · Strecke nach links |                      | Bahnstrecke Sheffield–Gainsborough                          | Bahnstrecke Sheffield–Gainsborough                          |
| Kreuzung geradeaus unten |                      | Bahnstrecke Shirebrook–High Marnham                         | Bahnstrecke Shirebrook–High Marnham                         |
| Dienststation / Betriebs- oder Güterbahnhof | 126m 27ch            | Carlton                                                     | Carlton                                                     |
| Kreuzung · Abzweig quer und von links | 120m 51ch            | Newark Crossing (niveaugleich) mit                          | Newark Crossing (niveaugleich) mit                          |
| Strecke · Strecke |                      | Bahnstrecke Nottingham–Lincoln                              | Bahnstrecke Nottingham–Lincoln                              |
| Abzweig geradeaus und von links · Strecke nach rechts |                      |                                                             |                                                             |
| Bahnhof | 120m 08ch            | Newark North Gate                                           | Newark North Gate                                           |
| Dienststation / Betriebs- oder Güterbahnhof | 115m 27ch            | Claypole                                                    | Claypole                                                    |
| Kreuzung geradeaus oben · Abzweig quer und von links |                      | Bahnstrecke Nottingham–Sleaford                             | Bahnstrecke Nottingham–Sleaford                             |
| Abzweig geradeaus und von links · Strecke nach rechts |                      |                                                             |                                                             |
| Tunnel |                      | Peascliffe Tunnel                                           | Peascliffe Tunnel                                           |
| Abzweig geradeaus und von rechts |                      | von Nottingham                                              | von Nottingham                                              |
| Bahnhof | 105m 38ch            | Grantham                                                    | Grantham                                                    |
| Tunnel |                      | Stoke Tunnel                                                | Stoke Tunnel                                                |
| Dienststation / Betriebs- oder Güterbahnhof |                      | Stoke Summit                                                | Stoke Summit                                                |
| Dienststation / Betriebs- oder Güterbahnhof | 84m 64ch             | Tallington                                                  | Tallington                                                  |
| Bahnhof | 76m 29ch             | Peterborough                                                | Peterborough                                                |
| Strecke von links · Abzweig geradeaus und nach rechts |                      |                                                             |                                                             |
| Strecke nach links · Kreuzung geradeaus oben · Strecke quer |                      | Bahnstrecke Ely–Peterborough                                | Bahnstrecke Ely–Peterborough                                |
| Dienststation / Betriebs- oder Güterbahnhof |                      | Conington South                                             | Conington South                                             |
| Bahnhof | 58m 70ch             | Huntingdon                                                  | Huntingdon                                                  |
| Dienststation / Betriebs- oder Güterbahnhof | 55m 76ch             | Offord                                                      | Offord                                                      |
| Bahnhof | 51m 58ch             | St Neots                                                    | St Neots                                                    |
| Dienststation / Betriebs- oder Güterbahnhof |                      | Little Barford                                              | Little Barford                                              |
| Bahnhof | 44m 10ch             | Sandy                                                       | Sandy                                                       |
| Bahnhof | 41m 13ch             | Biggleswade                                                 | Biggleswade                                                 |
| Bahnhof | 37m 03ch             | Arlesey                                                     | Arlesey                                                     |
| Abzweig geradeaus und von links |                      | Bahnstrecke Hitchin–Cambridge                               | Bahnstrecke Hitchin–Cambridge                               |
| Bahnhof | 31m 74ch             | Hitchin                                                     | Hitchin                                                     |
| Bahnhof | 27m 45ch             | Stevenage                                                   | Stevenage                                                   |
| Abzweig geradeaus und nach links |                      | nach Hertford                                               | nach Hertford                                               |
| Bahnhof | 25m 03ch             | Knebworth                                                   | Knebworth                                                   |
| Tunnel |                      | Welwyn North Tunnel                                         | Welwyn North Tunnel                                         |
| Tunnel |                      | Welwyn South Tunnel                                         | Welwyn South Tunnel                                         |
| Bahnhof | 22m 00ch             | Welwyn North                                                | Welwyn North                                                |
| Bahnhof | 20m 25ch             | Welwyn Garden City                                          | Welwyn Garden City                                          |
| Bahnhof | 17m 54ch             | Hatfield                                                    | Hatfield                                                    |
| Bahnhof | 15m 50ch             | Welham Green                                                | Welham Green                                                |
| Bahnhof | 14m 37ch             | Brookmans Park                                              | Brookmans Park                                              |
| Bahnhof | 12m 57ch             | Potters Bar                                                 | Potters Bar                                                 |
| Tunnel |                      | Potters Bar Tunnel                                          | Potters Bar Tunnel                                          |
| Tunnel |                      | Hadley Wood North Tunnel                                    | Hadley Wood North Tunnel                                    |
| Bahnhof | 10m 46ch             | Hadley Wood                                                 | Hadley Wood                                                 |
| Tunnel |                      | Hadley Wood South Tunnel                                    | Hadley Wood South Tunnel                                    |
| Bahnhof | 9m 12ch              | New Barnet                                                  | New Barnet                                                  |
| Bahnhof | 8m 30ch              | Oakleigh Park                                               | Oakleigh Park                                               |
| Tunnel |                      | Barnet Tunnel                                               | Barnet Tunnel                                               |
| Bahnhof | 6m 35ch              | New Southgate                                               | New Southgate                                               |
| Tunnel |                      | Wood Green Tunnel                                           | Wood Green Tunnel                                           |
| Abzweig geradeaus und von links |                      | Bahnstrecke Alexandra Palce–Stevenage                       | Bahnstrecke Alexandra Palce–Stevenage                       |
| Bahnhof | 4m 78ch              | Alexandra Palace                                            | Alexandra Palace                                            |
| Bahnhof | 4m 04ch              | Hornsey                                                     | Hornsey                                                     |
| Bahnhof | 3m 32ch              | Harringay                                                   | Harringay                                                   |
| Strecke von links · Abzweig geradeaus und nach rechts |                      |                                                             |                                                             |
| Abzweig quer und nach rechts · Kreuzung geradeaus oben |                      | Londoner Außenring                                          | Londoner Außenring                                          |
| Bahnhof | 2m 41ch              | Finsbury Park                                               | Finsbury Park                                               |
| Abzweig geradeaus und nach links |                      | Northern City Line                                          | Northern City Line                                          |
| Tunnel |                      | Copenhagen Tunnel                                           | Copenhagen Tunnel                                           |
| Abzweig quer und von rechts · Kreuzung geradeaus unten |                      | North London Line                                           | North London Line                                           |
| Abzweig nach links und von links · Kreuzung geradeaus unten und rechts |                      | High Speed 1                                                | High Speed 1                                                |
| Abzweig geradeaus und nach rechts |                      | Canal Tunnels zu den Widened Lines                          | Canal Tunnels zu den Widened Lines                          |
| Tunnel |                      | Gasworks Tunnel                                             | Gasworks Tunnel                                             |
| Kopfbahnhof Streckenende | 0m 00ch              | London King’s Cross                                         | London King’s Cross                                         |

Die East Coast Main Line (ECML) ist eine der wichtigsten Eisenbahnstrecken Großbritanniens. Sie verbindet in ihrem Verlauf von Süden nach Norden in Ostküstennähe London mit Yorkshire, Nordostengland und Edinburgh in Schottland.

## Infrastruktur
Die Netzinfrastrukturgesellschaft Network Rail rechnet folgende Strecken zur ECML:
- die Hauptstrecke zwischen den Bahnhöfen King’s Cross in London und Waverley in Edinburgh, über Stevenage, Peterborough, Grantham, Doncaster, York, Darlington, Durham, Newcastle upon Tyne, Berwick-upon-Tweed und Dunbar
- die Strecke von Doncaster nach Leeds via Wakefield
- die Zweigstrecke nach North Berwick östlich von Edinburgh
- die Zweigstrecke von London Moorgate nach Finsbury Park in London (Northern City Line)
- die Hertford Loop Line nach Stevenage

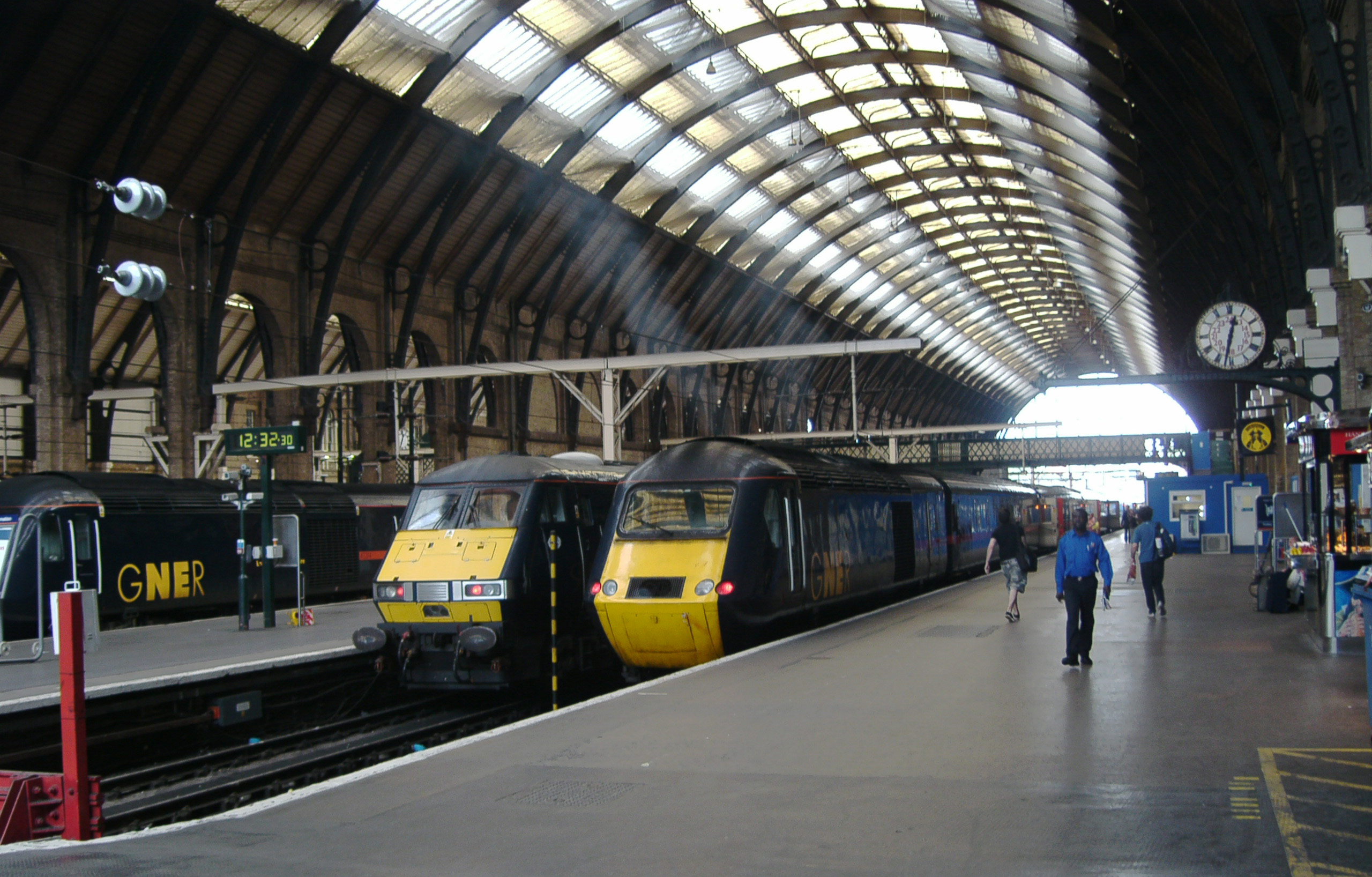
Bahnhofshalle des Londoner Bahnhofs Kings Cross mit drei GNER-Zügen

Abweichend von der Definition von Network Rail wird auch die Strecke über Edinburgh hinaus nach Aberdeen hinzugerechnet, da sie meist der Ostküste entlangführt. Die Strecke von Edinburgh nach Glasgow über Carstairs und Motherwell ist offiziell Teil der West Coast Main Line, wird aber häufig als Teil der ECML betrachtet, da viele ECML-Züge auch auf diesem Abschnitt verkehren.
Auf der Strecke werden heute Geschwindigkeiten bis zu 125 mph (201 km/h) erreicht. Bei einer Verbesserung des Signalsystems würde die gestreckte Linienführung oft auch noch höhere Geschwindigkeiten zulassen, die elektrisch angetriebenen IC225-Züge wurden schon auf 140 mph (225 km/h) ausgelegt. Bei Testfahrten sind vereinzelt Geschwindigkeiten bis zu 160 mph (257 km/h) erreicht worden. Diese relativ hohen Geschwindigkeiten sind möglich, da die ECML auf weiten Strecken geradlinig durch das flache östliche England verläuft.
Nördlich von Newark-on-Trent gibt es eine niveaugleiche Kreuzung mit der Bahnstrecke Nottingham–Lincoln, die mit 125 mph befahren wird.
Die Strecke soll mit ETCS ausgerüstet werden. Ein Rahmenvertrag soll dazu im Juni 2018 ausgeschrieben werden. Darüber hinaus ist die Beschaffung eines Verkehrsleitsystems (TMS) vorgesehen.

## Geschichte
Die ECML wurde abschnittsweise von zahlreichen kleinen Eisenbahngesellschaften erbaut. Fusionen und Übernahmen führten dazu, dass schließlich drei Unternehmen die Strecke kontrollierten. Von Nord nach Süd waren dies die North British Railway (NBR), die North Eastern Railway (NER) und die Great Northern Railway (GNR). 1860 vereinbarten sie den Einsatz standardisierten Rollmaterials (East Coast Joint Stock), um durchgehende Verbindungen anbieten zu können. In den 1920er Jahren plante die NER den Streckenabschnitt Newcastle upon Tyne–York mit Gleichstrom 1500 V zu elektrifizieren und gab die elektrische Schnellzuglokomotive NER Nr. 13 in Auftrag. Das Projekt wurde aber eingestellt, als 1923 die drei Gesellschaften in der London and North Eastern Railway (LNER) aufgingen.
Auf der ECML wurden zahlreiche berühmte Dampflokomotiven eingesetzt wie z. B. die LNER-Klasse A3 „Flying Scotsman“ und die LNER-Klasse A4 „Mallard“. Letztere war am 3. Juli 1938 auf der Strecke Grantham–Peterborough mit 201,2 km/h unterwegs und hält damit bis heute den Geschwindigkeitsrekord für Dampflokomotiven. Diese wurden zu Beginn der 1960er Jahre durch Diesellokomotiven abgelöst, allen voran durch die zweimotorigen BR-Klasse 55, die stärksten jemals in Großbritannien gebauten Diesellokomotiven. Zwischen 1976 und 1991 waren die InterCity125-Züge (auch HST = High Speed Train) die Paradepferde auf der Strecke.
Nachdem bereits Mitte/Ende der 1970er Jahre der südliche Abschnitt der ECML bis Hitchin für den Londoner Vorortverkehr elektrifiziert worden war, wurden in den 1980er Jahren weitere Teile der ECML auch für den Fernverkehr elektrifiziert. Die Arbeiten begannen 1985. 1988 fuhren auf dem Abschnitt zwischen London King’s Cross und Leeds erstmals Elektrolokomotiven. Ende 1990 war die Umstellung abgeschlossen und das neue Rollmaterial des Typs InterCity 225 kam zum Einsatz. Gleichwohl verkehren heute noch einige Dieselzüge, darunter auch HST-Garnituren, auf der ECML. Sie bedienen Verbindungen, die auch abzweigende Nebenstrecken ohne Oberleitung umfassen oder nördlich von Edinburgh auf den nichtelektrifizierten Abschnitten in Richtung Inverness und Aberdeen verkehren.
Am 26. September 1991 wurde eine Test-Schnellfahrt mit Höchstgeschwindigkeiten bis zu 225 km/h auf Lichtsignale durchgeführt. Dabei wurden auch Tests mit einem fünften Lichtaspekt, dem grünen Blinken durchgeführt. Diese Test fanden zwischen Peterborough und kurz vor dem Stoke Tunnel statt. Aufgrund von zu schwerer Identifizierbarkeit der Lichtsignale bei so hohen Geschwindigkeiten wurden der Test als gescheitert gewertet und die Lichtsignalisierung auf max. 200 km/h begrenzt, darüberliegendes muss über Führerstandsignalisierung erfolgen.
Die Fernzüge auf der ECML werden seit 2018 von der im staatlichen Besitz stehenden London North Eastern Railway betrieben, nachdem der vorige Betreiber Virgin Trains East Coast sein Franchise aufgrund finanzieller Probleme vorzeitig gekündigt hatte.

## Betrieb
Die ECML ist eine der meistfrequentierten Strecken des Landes und stößt auf einigen Abschnitten an ihre Kapazitätsgrenzen. Zwar ist der Abschnitt südlich von Peterborough viergleisig ausgebaut, doch der zweigleisige Welvyn-Viadukt nördlich von London ist ein Flaschenhals. Weitere Engpässe gibt es südlich von Newcastle.
Railtrack schlug Ende der 1990er Jahre ein umfangreiches Modernisierungsprogramm vor. Dieses umfasste unter anderem den vierspurigen Ausbau des Welvyn-Viadukts, die Erneuerung der Oberleitung, die Erhöhung der Geschwindigkeit auf 140 mph (225 km/h), die Beseitigung der niveaugleichen Kreuzung in Newark-on-Trent, den Umbau des Bahnhofs Peterborough und die Wiedereröffnung von Umleitungsstrecken für den Güterverkehr. Da bei der Modernisierung der West Coast Main Line die Kosten massiv überschritten wurden, sah sich die Strategic Rail Authority gezwungen, drastische Kürzungen am ursprünglichen Programm vorzunehmen.